# Michael Uchebo
Michael Okechukwu Uchebo (Enugu, 1990. február 3. –) nigériai válogatott labdarúgó.

## Pályafutása

### Klubcsapatokban
Az Enugu Rangers csapatában nevelkedett, majd 2009-ben 3 éves szerződést írt alá a holland VVV-Venlo csapatával. 2011 novemberében tárgyalásokat folytatott az angol Stoke City csapatával, de nem írt alá. Ezután a skót Rangers csapatával tárgyalt, de nem tudtak megegyezni. 2012. május 29-én megállapodott a belga Cercle Brugge együttesével, 2 évre írt alá. 2014. október 11-én 3 éves szerződést kötött a portugál Boavistával. 2017 januárjában megszüntették közösmegegyezéssel a szerződését a klubbal.

### A válogatottban
Tagja volt a 2009-es U20-as Afrikai nemzetek kupáján részt vevő válogatottnak. 2014. március 6-án mutatkozott be a felnőtt válogatottban a mexikói labdarúgó-válogatott elleni felkészülési mérkőzésen. Május 28-án második válogatott mérkőzésén Skócia ellen 2–2-re végződő mérkőzésen gólt szerzett. Bekerült a 2014-es labdarúgó-világbajnokságra utazó keretbe és Argentína ellen pályára is lépett.